# Jim Miller (cyclisme)
Pour les articles homonymes, voir Jim Miller et Miller.
Jim Miller, né le 8 septembre 1970 à Casper, est un ancien coureur cycliste professionnel américain, devenu par la suite entraîneur de l'équipe cycliste féminine T-Mobile, poste auquel il reste entre 2002 et 2004. Il occupe ensuite diverses fonctions pour USA Cycling, la fédération américaine de cyclisme. En 2009, il devient directeur des athlètes, puis, en 2010, vice-président des athlètes. Il a notamment entraîné Kristin Armstrong, Tejay van Garderen ou Ben King.

## Biographie
Il fait des études la physiologie à l'Université d'État du Colorado et y obtient une licence. 
En 1999, il prend sa retraite en tant que cycliste professionnel sur route et en VTT afin de venir entraîneur à plein temps. Il monte alors sa propre entreprise pour encadrer l'entraînement d'athlètes.
Jim Miller entre au service d'USA Cycling en 2002. Il devient le directeur sportif de la nouvelle équipe professionnelle féminine T-Mobile. C'est une sorte de sélection nationale permanente et est gérée directement par le comité olympique américain,,,. En 2005, quand Bob Stapleton, le directeur de l'équipe, décide de séparer cette dernière d'USA Cycling, Jim Miller est remplacé. Il devient alors gestionnaire des programmes d'endurance. Durant son mandat, les athlètes américaines gagnent deux médailles olympiques et treize médailles dans les championnats du monde que ce soit sur route ou dans les épreuves d'endurance sur piste. Parmi les coureurs qu'il encadre se trouve Kristin Armstrong, Tejay van Garderen ou Ben King.
En 2009, il devient directeur des athlètes, une sorte de directeur technique national. Il doit organiser le programme de tous les athlètes dans toutes les disciplines liées au cyclisme.
En 2010, il devient le vice-président des athlètes.

## Distinctions
Il reçoit en 2008 l'ordre d'Ikkos de la part comité olympique notamment grâce à la médaille d'or obtenue par Kristin Armstrong sur l'épreuve du contre-la-montre.